# Nabórnie Siressi
Nabórnie Siressi (en rus: Наборные Сыреси) és un poble de la República de Mordòvia, a Rússia, segons el cens del 2010 tenia 207 habitants, pertany al municipi de Kozlovka.